# Чокјо
Чокјо (長享) је јапанска ера (ненко) која је настала после Бунмеи и пре Ентоку ере. Временски је трајала од јула 1487. до августа 1489. године и припадала је Муромачи периоду. Владајући монарх био је цар Го Цучимикадо.

## Важнији догађаји Чокјо ере
- 1487. (Чокјо 1): Такацукаса но Масахира замењен је на позицији „кампакуа“ од стране бившег „наидаиџина“ Кијошо но Мадсаде.[3]
- 1487. (Чокјо 1, осми месец): Умире дворску удаиџин Ое но Микадо Нобукацу у 42 години живота.[3]
- 1487. (Чокјо 1, осми месец): Шогун Јошихиса повео је велику војску против Рјокакуа Такајорија (познатог и као Рокаку Тобацу), даимјоа јужне провинције Оми.[4]
- 1488. (Чокјо 2): Хосокава Кацумото гради храм Рјоанџи.[5]